# Ivana Baquero
Ivana Baquero (ur. 11 czerwca 1994 w Barcelonie) – hiszpańska aktorka.

## Życiorys
Baquero urodziła się w Barcelonie, jako córka Ivána Baquero i Julíi Macías. W 2012 roku ukończyła American School of Barcelona w Barcelonie. 

## Filmografia
- 2004: Romasanta jako Ana
- 2005: Delikatna jako Mandy
- 2006: Labirynt fauna jako Ofelia
- 2008: Żona anarchisty jako piętnastoletnia Paloma
- 2009: Córka (The New Daughter) jako Louisa James
- 2013: Another Me jako Kaylie
- 2014: El club de los incomprendidos jako Meri
- 2016: Gelo jako Catarina / Joana
- 2016-2017: Kroniki Shannary jako Eretria (serial)
- 2017: Moja siostra jako Aurora
- 2019: Feedback jako Claire
- 2019: Pełne morze jako Eva Villanueva (serial)
- 2021: Black Friday jako Marnie

## Nagrody
- Nagroda Goya Najlepsza debiutująca aktorka: 2006 Labirynt fauna